# Marino Promes
Marino Promes (Haarlem, 11 februari 1977) is een Nederlands oud-profvoetballer. Hij speelt sinds het seizoen 2004/2005 bij zaterdaghoofdklasser Be Quick '28.

## Voetballoopbaan
Aanvaller Promes debuteerde met Haarlem in het betaald voetbal op 15 oktober 1994, in de uitwedstrijd tegen TOP Oss (3–0). Zijn laatste wedstrijd als profvoetballer was op 16 mei 2004 in het shirt van FC Zwolle, uit bij Feyenoord (7–1).
Promes' afscheid van het betaalde voetbal was het gevolg van een enkelblessure die hem negen maanden aan de kant hield, gecombineerd met de komst van Hennie Spijkerman, die Peter Boeve verving als coach van FC Zwolle. Boeve had hem (na een proefperiode) naar de club gehaald. Hij kende Promes nog van hun tijd samen bij Willem II.
Na een mislukte proefperiode bij ADO Den Haag in juli 2004 haalde trainer Gerard Marsman hem naar Be Quick '28. Daar werd hij later wederom herenigd met trainer Boeve. Hij speelde eerder amateurvoetbal bij SV DIO en EDO (beide in Haarlem).